# 王口镇 (辛集市)
王口镇，是中华人民共和国河北省石家庄市辛集市下辖的一个乡镇级行政单位。

## 行政区划
王口镇下辖以下地区：
王口村、北汉口村、南汉口村、翰林庄村、雷家庄村、郭西村、邢家庄村、西花里庄村、东花里庄村、仨树村、倪家庄村、四七营村、大营村、恒丘村、贾百户村、中曹家庄村、杨庄村、孟家庄村、大理寺村、东曹家庄村、聂家庄村和文朗口村。